# ソウル平和賞
ソウル平和賞（ソウルへいわしょう）は、ソウル平和賞文化財団が第24回ソウルオリンピック競技大会の成功的な開催を記念して人類和合と世界平和に尽くした個人または団体を対象として2年ごとに与える賞である。

## 設立趣旨
1988年第24回ソウルオリンピックの成功的な開催を記念して、人類和合と世界平和精神を昇華・発展させて、唯一の分断国家である韓民族の平和を実現するという趣旨で1990年に制定された。主催と授賞はソウルオリンピック剰余金のうち100億ウォンを出捐して設立されたソウル平和賞文化財団が務めている。受賞対象は国家・人種・宗教・理念を超越して全世界的にあらゆる分野で人類和合と世界平和に大きく尽くした個人または団体である。

## 受賞者選定方法
授賞式は隔年制で、該当年の9月末から10月初めに開く。受賞者選定は授賞式1年前に各分野で国際的に認められた人士1,000余名の推薦を受け、授賞式3か月前まで推薦書を受け付ける。続いて推薦書を受け取ったソウル平和賞委員会は推薦された候補者に対する調査内容、功績事項などを土台に、客観的かつ厳正に審査して数人の最終候補者を選定して、再び投票を通じて受賞者を決める。

## 賞金規模
受賞者には賞状と賞牌のほかに副賞として20万米ドルを授与する。単一部門の賞としては宗教界のノーベル賞と呼ばれるテンプルトン賞、ノーベル賞、日本国際賞の次に賞金規模が大きい。

## 歴代受賞者
- 第1回（1990年）国際オリンピック委員会（IOC）委員長フアン・アントニオ・サマランチ
- 第2回（1992年）アメリカ合衆国国務長官、ジョージ・シュルツ
- 第3回（1996年）国境なき医師団
- 第4回（1998年）国際連合事務総長、コフィー・アナン
- 第5回（2000年）国際連合難民高等弁務官、緒方貞子
- 第6回（2002年）国際的な貧民救護団体、オックスファム
- 第7回（2004年）チェコ大統領、ヴァーツラフ・ハヴェル
- 第8回（2006年）グラミン銀行設立者、ムハマド・ユヌス
- 第9回（2008年）米国ディフェンスフォーラム会長、スーザン・ショルティ（英語版）[注釈 1]
- 第10回（2010年）貧民青少年オーケストラエル・システマ設立者、ホセ・アントニオ・アブレウ
- 第11回（2012年）国際連合事務総長、潘基文
- 第12回（2014年）ドイツ首相、アンゲラ・メルケル
- 第13回（2016年）コンゴ民主共和国産婦人科医、デニス・ムクウェゲ
- 第14回（2018年）インド首相、ナレンドラ・モディ[3]
- 第15回（2020年）国際オリンピック委員会（IOC）委員長トーマス・バッハ
- 第16回（2022年）ティム・バーナーズ＝リー